# 1,3-二磷酸甘油酸
1,3-雙磷酸甘油酸也稱為1,3-二磷酸甘油酸（英語：1,3-Bisphosphoglycerate或1,3-Disphosphoglycerate；縮寫1,3BPG或1,3DPG），是生物細胞中的常見分子之一，通常是糖解作用與卡爾文循環的中間產物。
在糖解作用的第六個步驟中，甘油醛-3-磷酸會在甘油醛-3-磷酸去氫酶（Glyceraldehyde 3-phosphate dehydrogenase）的催化之下生成1,3-雙磷酸甘油酸，此反應會消耗掉一個NAD+，使其成為NADH（可直接利用的能量攜帶分子），並釋出一個氫離子。
由於一個葡萄糖分子可以形成了兩分子的甘油醛-3-磷酸，所以對於一分子葡萄糖所進行的糖解作用來說，在此反應將會有兩分子的NADH與兩分子1,3-雙磷酸甘油酸的誕生。
接下來兩分子的1,3-雙磷酸甘油酸會經由磷酸甘油酸激酶（Phosphoglycerate kinase）的催化，而生成3-磷酸甘油酸，並且使兩個ADP轉變成ATP，這是糖解作用過程中第一個生成ATP的步驟。